# Spannungsanpassung
Werden eine elektrische Energiequelle und ein elektrischer Verbraucher in einer elektrischen Schaltung direkt miteinander verbunden, so wird unter Spannungsanpassung die Bedingung verstanden, unter der die maximale elektrische Spannung am Verbraucher festgestellt wird. Ferner wird darunter eine Handlung verstanden, durch die die maximale Spannung am Verbraucher erreicht wird.

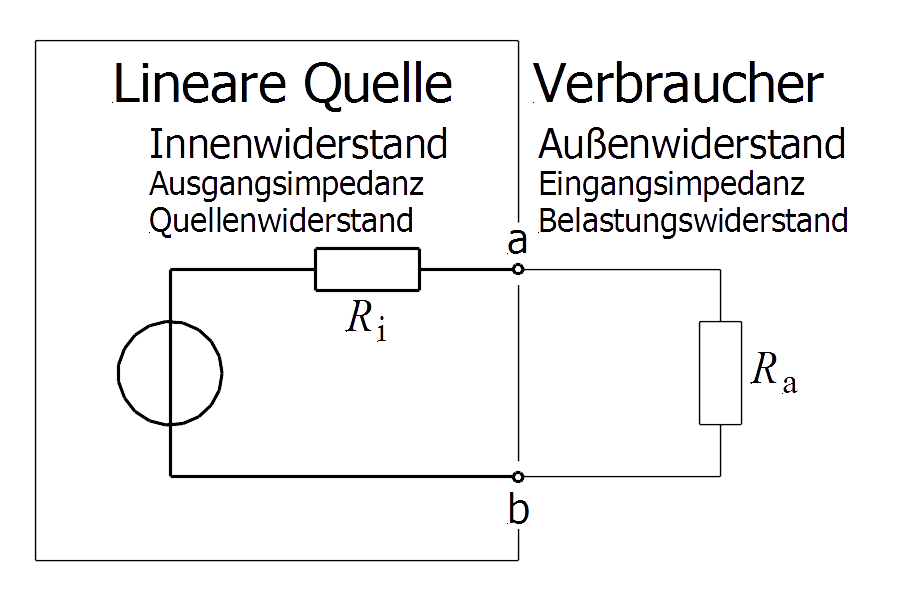
Stromkreis mit Innen- und Außenwiderstand. Die Quelle kann häufig durch das Ersatzschaltbild einer linearen Spannungsquelle beschrieben werden, der Verbraucher durch den Eingangswiderstand oder die Eingangsimpedanz eines Folgegerätes, z. B. eines Verstärkers.

Diese Anpassung wird durch das Verhältnis von Innenwiderstand {\displaystyle R_{\text{i}}} der Quelle (oder ihrem Ausgangswiderstand) und Lastwiderstand {\displaystyle R_{\text{a}}} der Senke (oder Eingangswiderstand des Verbrauchers) beschrieben. In der gezeigten Schaltung mit einer linearen Spannungsquelle wird Spannungsanpassung realisiert, wenn die an ihrem Innenwiderstand {\displaystyle R_{\text{i}}} abfallende Spannung {\displaystyle I\cdot R_{\text{i}}} wesentlich kleiner ist als die am ohmschen Verbraucher {\displaystyle R_{\text{a}}} abfallende Spannung {\displaystyle I\cdot R_{\text{a}}}. Darin ist {\displaystyle I} die für beide Widerstände gemeinsame elektrische Stromstärke. Kurz gesagt gilt Spannungsanpassung bei
{\displaystyle R_{\text{i}}\ll R_{\text{a}}\;.}
Geräte am Stromnetz und nahezu alle Elektronikgeräte mit eigener Energiequelle werden so betrieben.

## Allgemeine Eigenschaften
Bei der Leerlaufspannung {\displaystyle U_{0}} der Spannungsquelle und bei der Stromstärke {\displaystyle I} entsteht in der gezeigten Schaltung eine Klemmenspannung {\displaystyle U}
{\displaystyle U=I\cdot R_{\text{a}}=U_{0}-I\cdot R_{\text{i}}\,.}
Mit dem Kennzeichen der Spannungsanpassung {\displaystyle R_{\text{i}}\ll R_{\text{a}}} wird daraus
{\displaystyle U\approx U_{0}\,.}
Die meisten in der Praxis vorkommenden Spannungsquellen verhalten sich bei bestimmungsgemäßem Einsatz wie das Modell der linearen Quelle; bei diesen gilt die Spannungsanpassung unabhängig von der Stromstärke oder Belastung.
Bei Spannungsanpassung muss die von der Quelle abgebbare Leistung deutlich größer sein als die tatsächlich abgegebene. (Zur Beachtung: Abgebbare Leistung im Sinne dieses Artikels sollte nicht mit Nennleistung verwechselt werden. Die abgebbare Leistung beispielsweise von Generatoren oder Akkumulatoren ist ein Vielfaches der Nennleistung; ein Versuch jedoch, diese abzurufen, würde zur deutlichen Überlastung der Quelle führen.) Kann von der Quelle nur so geringe Leistung erzeugt werden, dass diese möglichst vollständig ausgenutzt werden soll, so erfordert das Leistungsanpassung.
In allgemeinerer Sicht kann die Quelle mit ihrem Innenwiderstand als der Ausgang eines Gerätes mit seinem Ausgangswiderstand {\displaystyle R_{\text{i}}} angesehen werden, der mit dem Eingang eines weiteren Gerätes mit seinem Eingangswiderstand {\displaystyle R_{\text{a}}} verbunden ist. Wenn das folgende Gerät das erste Gerät nicht nennenswert belastet oder die Spannung nicht nennenswert einbrechen lässt, so besteht Spannungsanpassung.
Der Wirkungsgrad einer linearen Spannungsquelle
{\displaystyle \eta ={\frac {I^{2}R_{\text{a}}}{I^{2}R_{\text{a}}+I^{2}R_{\text{i}}}}={\frac {1}{1+R_{\text{i}}/R_{\text{a}}}}}
nähert sich bei Spannungsanpassung dem Wert 100 %. Dem fast immer angestrebten Ziel eines hohen Wirkungsgrades kann durch Spannungsanpassung entsprochen werden.

## Anwendungen

### Energietechnik – Kennzeichen der Anpassung
Üblicherweise werden elektrische Geräte wie Bügeleisen, Glühlampe oder Fernsehapparat für eine feste Betriebsspannung von 230 V gebaut, die um maximal ±10 % schwanken darf. Für elektronische Geräte z. B. Handy oder Computer gelten vergleichbare Bedingungen bei geringeren Spannungen um 5 V. Das lässt sich nur erreichen, wenn die Energiequelle einen sehr geringen Innenwiderstand besitzt. Die hohe von der Quelle abgebbare Leistung lässt es zu, dass – bis zu einer Grenze der technischen Ausführung – mehrere Verbraucher parallel geschaltet werden dürfen.
Wenn ein Verbraucher einer 230-V-Steckdose 15 A entnimmt, und wenn durch diese Belastung die Verbraucherspannung um nicht mehr als 2 % oder rund 5 V absinken soll, dann muss die Summe aus Quell-, Leitungs- und Steckerwiderstand kleiner als 0,3 Ω sein.
Der Nachteil der Spannungsanpassung ist die Gefahr von zerstörerischem Überstrom bei Kurzschlüssen, weshalb der Überstrom durch Sicherungen abgeschaltet werden muss.

### Tontechnik – Anpassung von Mikrofonen und Lautsprechern
Bei der Tontechnik und der HiFi-Technik ist die allgemein übliche Verbindung von Geräten die Spannungsanpassung:
Das Verhältnis der beiden Widerstände {\displaystyle R_{\text{a}}/R_{\text{i}}} ist der Dämpfungsfaktor {\displaystyle D_{\mathrm {F} }}, den das Gerät durch seinen Eingangswiderstand verursacht.
{\displaystyle D_{\mathrm {F} }={\frac {R_{\text{a}}}{R_{\text{i}}}}}
Bei jeder Schnittstelle bildet der Ausgangswiderstand der Quelle mit dem Eingangswiderstand der Last eine Anpassungsdämpfung. Besonders ist der Dämpfungsfaktor für die Anpassungsdämpfung bei der Schnittstelle vom Leistungsverstärker zum Lautsprecher zu beachten. Die Spannungsanpassung maximiert die Höhe eines Spannungssignals bei der Übertragung von der Quelle zur Last. Diese Übertragung erfolgt im Leerlauf nahezu unbelastet.
In der Tontechnik ist {\displaystyle R_{\text{a}}} die nominale Impedanz eines Lautsprechers, in Deutschland typischerweise 4 Ω, in USA und Japan 8 Ω. Die Ausgangsimpedanz des Verstärkers liegt in der gleichen Größenordnung wie der Kabelwiderstand zwischen Verstärker und Lautsprecher (<0,1 Ω).
Faustformel: ein Schaltkreis gilt als spannungsangepasst, wenn die Lastimpedanz mindestens zehnmal größer als die Quellimpedanz ist. (Doch kann in einigen Fällen auch nur dreimal erreicht werden, wie eventuell bei 600-Ω-Mikrofonen und einigen MC-Phono-Systemen.)
Bei Systemen mit sehr langen Leitungen (z. B. Telefon) wird keine Spannungsanpassung, sondern Leistungsanpassung gewählt, um möglichst große Entfernungen überwinden zu können und Frequenzverzerrungen und Echos (Reflexionen) zu vermeiden.